# Châu Thành
Châu Thành là một từ được sử dụng khá nhiều làm địa danh ở miền Nam Việt Nam. Trong lịch sử, danh xưng là một tên chung để gọi “lị sở” hay là “thủ phủ” của tỉnh. Sau biến thành tên riêng của cả loạt “lị sở” hay là “thủ phủ” của nhiều tỉnh ở Nam Kỳ. Ngày nay, địa danh này vẫn còn được sử dụng ở miền Nam Việt Nam, với 4 xã

## Từ nguyên